# Fysisk aktivitet

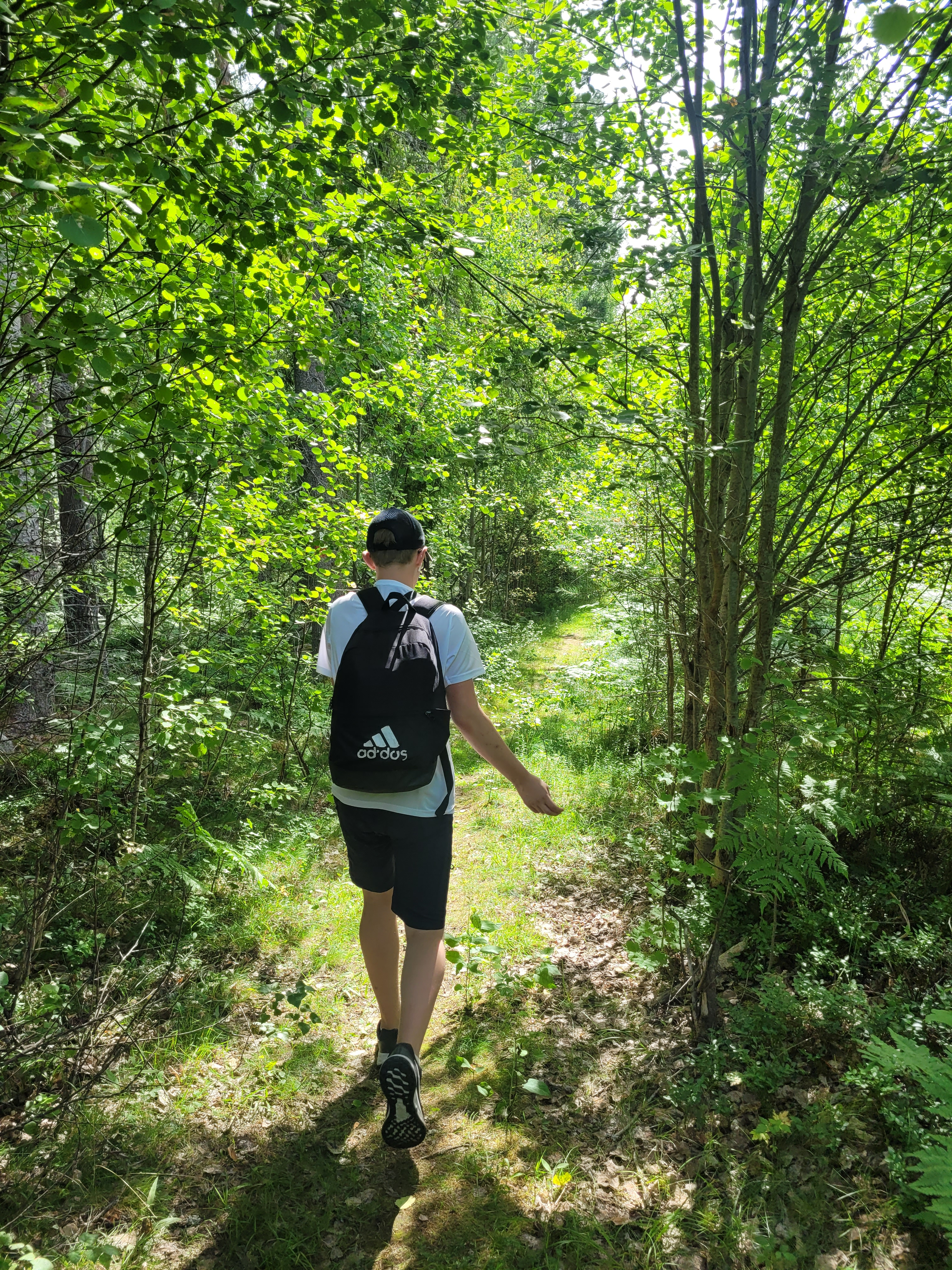
Promenader och vandringar är exempel på fysisk aktivitet.

Fysisk aktivitet eller kroppslig aktivitet avser all kroppsrörelse som orsakas av skelettmuskulaturens kontraktion och som resulterar i högre energiförbrukning än stillasittande. Arbete som omfattar mycket fysisk aktivitet kallas kroppsarbete. Träning är ett smalare begrepp som syftar särskilt på att förbättra någon färdighet, och delas in i olika grupper som fysisk träning och mental träning. Hushållsarbete och långsamma promenader är exempel på fysisk aktivitet som inte brukar räknas som träning, medan exempelvis power walking och stavgång brukar det.
Fysisk aktivitet anses positivt för hälsan och kan i kombination med nyttiga matvanor förebygga ohälsa som hjärt- och kärlsjukdomar, typ 2-diabetes, sjukdomar i rörelseorganen, vissa cancerformer, fetma och psykisk ohälsa.
För vuxna är rekommenderad dos av fysisk aktivitet sammanlagt minst 150 minuter per vecka på måttlig intensitet, eller minst 75 minuter på hög intensitet. Aktiviteten bör spridas under minst 3 av veckans dagar. Utöver detta rekommenderas muskelstärkande aktivitet minst två gånger per vecka. För personer 65 år eller äldre rekommenderas tillägg av balansträning. Långvarigt stillasittande bör undvikas.
För personer med en fysisk funktionsnedsättning kan det vara svårare att uppnå en hälsosam livsstil, exempelvis för att man är beroende av andra personer. Det är då vanligare att man har en stillasittande fritid, röker och drabbas av fetma jämfört med befolkningen i övrigt, vilket bland annat beror på bristande tillgänglighet till flera samhällsinstitutioner. En systematisk översikt som har granskats och kommenterats av SBU visar att beteendeförändrande tekniker (eng. behavioural changing techniques, BCT), där det ingår att sätta tydliga mål, planera hur man ska nå dem samt använda olika tekniker för att reglera sitt eget beteende, kan öka fysisk aktivitet för personer med fysiska funktionsnedsättningar. Effekten är större för aktiviteter som bygger på en specifik teori och som använder återkoppling och självmonitorering.

## Fysisk aktiviteter på fritiden och olika kluster av meningsfullheter
Olika former av fysiska aktiviteter på fritiden kan indelas i olika kluster av aktiviteter som har en gemensam nämnare i form av typ av meningsfullhet, se modell. (Lundvall & Schantz 2013). 
Dessa meningsfullheter utgörs är (i) tävling, (ii) naturmöte, (iii) estetiskt-expressiva, (iv) motionsgymnastik och lek, (v) vardagsmotion och (vi) fem olika grundformer av fysisk träning (konditions-, anaerob, styrke-, rörlighets- och koordinationsträning). 
Modellen positionerar dessa kluster av meningsfullheter i relation till traditionellt manligt respektive kvinnligt dominerade rörelsesfärer. Hur dessa olika kluster har behandlats över tid i ett sammanhang av lärarutbildning för den svenska skolans rörelseämne har beskrivits i samma studie av forskarna Suzanne Lundvall och Peter Schantz (2013). 

## Fysisk aktivitet på recept
Fysisk aktivitet på recept (FAR) är en metod som används för att främja fysisk aktivitet hos patienter inom hälso- och sjukvård. Fysisk aktivitet på recept utvecklades i Sverige 2001.